# Bintan
Bintan chiamata anche Negeri Segantang Lada è un'isola che fa parte delle isole Riau, provincia dell'Indonesia. La sua capitale è Tanjung Pinang ed è la più grande dell'arcipelago. Si trova a circa 40 km da Singapore.